# Stenamma megamanni
Stenamma megamanni (лат.) — вид мелких муравьёв рода Stenamma из подсемейства Myrmicinae (Formicidae). Северная Америка: южная Мексика и далее до Никарагуа.

## Описание
Мелкие муравьи, длина около 3 мм. Общая окраска тела от чёрного до красновато-чёрного цвета, ноги и усики чёрные или оранжево-коричневые. Длина головы рабочего (HL) 0,93—1,15 мм (ширина головы, HW — 0,80—1,08 мм). Длина скапуса усиков рабочего (SL) — 0,79—0,98 мм. Головной индекс (CI=HW/HL × 100) — 86—96, Индекс скапуса (SI=SL/HW × 100.) — 89—100. Усики 12-члениковые (булава из 4 сегментов). Глаза мелкие (до 11 омматидиев в самой широкой линии) расположены в переднебоковых частях головы. Жвалы с 6 зубцами (из них 4 апикальных). Клипеус в передней части с 2—4 мелкими тупыми выступами — зубцами. Стебелёк между грудкой и брюшком состоит из двух сегментов (петиоль + постпетиоль). Встречаются в тропических облачных, мезофильных и смешанных лесах на высотах 700—2800 м. Вид близок к видам Stenamma manni, но отличается чёрной окраской и более крупными глазами. Вид был впервые описан в 2013 году американским мирмекологом Майклом Бранштеттером (Michael G. Branstetter; Department of Entomology, Калифорнийский университет в Дэвисе и Национальный музей естественной истории, Смитсоновский институт, Вашингтон, DC, США). Видовое название происходит от сходного вида Stenamma manni, который в свою очередь был назван в честь мирмеколога Уильяма Манна (W. M. Mann).